# (5165) Videnom
(5165) Videnom est un astéroïde de la ceinture principale.

## Description
(5165) Videnom est un astéroïde de la ceinture principale. Il fut découvert le 11 février 1985 à Brorfelde par Poul Jensen. Il présente une orbite caractérisée par un demi-grand axe de 2,39 UA, une excentricité de 0,17 et une inclinaison de 3,4° par rapport à l'écliptique.

## Compléments